# Нордгарц
Нордгарц (нім. Nordharz) — громада в Німеччині, розташована в землі Саксонія-Ангальт. Входить до складу району Гарц.
Площа — 96,42 км2. Населення становить 7783 ос. (станом на 31 грудня 2021).